# Яхия Синуар
Яхия Ибрахим Хасан Синуар (на арабски: يحيى إبراهيم حسن السنوار‎;) е палестински военен, лидер на Бригадите Изедин ал Касам в Ивицата Газа и премиер на Ивицата Газа от 13 февруари 2017 до смъртта му на 16 октомври 2024 г.
Той е съосновател на службите за сигурност на Хамас.

## Ранен живот
Яхия Ибрахим Хасан Синуар е роден през 1962 г. в бежански лагер в град Хан Юнис, където прекарва ранните си години. След като завършва Средно общообразователно училище за момчета в Хан Юнис, той продължава да образованието си в Ислямския университет в Газа, където получава бакалавърска степен по арабистика.

## Кариера
Синуар е арестуван за пръв път през 1982 г. за подривни дейности и той е работил няколко месеца в затвора във Фара, където той се запознал с други палестински активисти, включително Салах Шехаде и се посветил на палестинската кауза. Арестуван отново през 1985 г. при освобождаването му той заедно с Rawhi Mushtaha съосновател на Munazzamat al Jihad w’al-Dawa (Majd) организация за сигурност, която работи да се идентифицират израелските шпиони в палестинското движение и която през 1987 г. се превръща в полиция на Хамас.
През 1988 г. той е организирал отвличането и убийството на двама израелски войници за което е арестуван за убийство и осъден доживотен затвор. Той се опитал да избяга няколко пъти, но винаги безуспешно. Синуар е бил в затвора 22 години, освободен е в размяната на затворници за израелския войник Гилад Шалит.
През септември 2015 г. Синуар е обявен за „терорист“ от правителството на Съединените щати.
Убит е на 16 октомври 2024 г. в град Рафах от Израелските отбранителни сили.